# Lloyd Moore
Lloyd David Moore (* 8. Juni 1912 in Frewsburg, New York; † 18. Mai 2008) war ein US-amerikanischer Autorennfahrer. Moore fuhr zwischen 1949 in 1955 in der NASCAR Grand National Series (heute als NASCAR Cup Series bekannt).

## Karriere
Moore begann seine NASCAR-Karriere 1949 im Team von Julian Buesink, für den er auch seine ganze Karriere lang fahren sollte. Er gab sein Debüt auf dem Heidelberg Raceway in Pittsburgh, Pennsylvania und beendete das Rennen als Sechster.
1950 ging Moore bei 16 von Rennen an den Start. Sein Teamkollege war der ebenfalls aus New York stammende Bill Rexford. Die beiden waren die einzigen Fahrer aus den Nordstaaten.  Während Rexford Meister wurde, schloss Moore die Saison als Gesamtvierter ab. Beim Rennen auf dem Winchester Speedway in Winchester, Indiana feierte Moore seinen größten Erfolg, als er den ersten und einzigen NASCAR-Sieg seiner Karriere auf einem Mercury Eight einfuhr. Zudem fuhr er auch seine einzigen Führungsrunden ein.
1955 beendete Moore seine Fahrerkarriere. 
Er war zum Zeitpunkt seines Todes im Alter von 95 Jahren der älteste NASCAR-Rennfahrer.